# Iotrochota arenosa
Iotrochota arenosa är en svampdjursart som beskrevs av Rützler, Maldonado, Piantoni och Riesgo 2007. Iotrochota arenosa ingår i släktet Iotrochota och familjen Iotrochotidae. Inga underarter finns listade i Catalogue of Life.